# Katedrala sv. Franje Ksaverskog u Grodnu
Katedrala sv. Franje Ksaverskog rimokatolička je katedrala u Grodnu u Bjelorusiji. Izvorno isusovačka crkva, postala je katedrala 1991. godine, kada je podignuta nova Grodnenska biskupija.
Gradnja crkve započela je 1687. godine Dovršena zgrada u baroknom stilu posvećena je svetome Franji Ksaverskome 1705. godine. Samostan je raspušten 1773., a crkva je postala župna. Crkva je preživjela Drugi svjetski rat bez ozbiljnih oštećenja.
Godine 1960. službeno je zatvorena za javnu vjersku službu (punih 27 godina). Komunističke vlasti pokušale su zgradu pretvoriti u muzej ili koncertnu dvoranu. Unatoč tome, ljudi su svake nedjelje pohađali crkvu radi zajedničke molitve, vjerskih pjesama i krunice. Vjerske službe obnovljene su 1987., a 1990. crkva je dobila titulu manje bazilike, a godinu dana kasnije postala je katedralom za Grodnensku biskupiju.